# 両江道
両江道（リャンガンどう）は、朝鮮民主主義人民共和国北東部（朝鮮半島北東部）の内陸部に位置する行政区。
歴史的には咸鏡南道（一部咸鏡北道および平安北道）に属していたが、朝鮮民主主義人民共和国建国後の1954年に両江道として独立した。白頭山を擁しており、ここを源とする鴨緑江と豆満江が名前の由来である。
東には咸鏡北道、南には咸鏡南道、西には慈江道があり、北は鴨緑江、豆満江（図們江）を挟んで、中華人民共和国と接する。

## 概要
朝鮮の屋根と呼ばれる蓋馬高原に位置し、平均標高は1000m以上で非常に寒い地域。林業が盛んで雲母やマグネサイトなどの資源も豊富。中国との国境では貿易（正規の貿易も密貿易も）が盛ん。また、朝鮮半島の名峰であり、また朝鮮民主主義人民共和国において革命の聖地とされる白頭山（백두산、ペクトゥサン。中朝国境にあり、中国では長白山と呼ばれる）がある。

## 両江道の自治体

### 市部
- 恵山市 - 혜산시【惠山市】Hyesan-si （ヘサン=シ、両江道道都）
- 三池淵市 - 삼지연시【三池淵市】Samjiyŏn-si （サムジヨン=シ）

### 郡部
- 雲興郡 - 운흥군【雲興郡】Unhŭng-gun （ウヌン=グン）
- 普天郡 - 보천군【普天郡】Pochŏn-gun （ポチョン=グン）
- 大紅湍郡 - 대홍단군【大紅湍郡】Taehongtan-gun （テホンダン=グン）
- 白岩郡 - 백암군【白岩郡】Paekam-gun （ペガム=グン）
- 甲山郡 - 갑산군【甲山郡】Kapsan-gun （カプサン=グン）
- 金亨稷郡 - 김형직군【金亨稷郡】Kimhyŏngjik-gun （キミョンジク=グン）
- 金正淑郡 - 김정숙군【金正淑郡】Kimjŏngsuk-gun （キムジョンスク=グン）
- 金亨権郡 - 김형권군【金亨權郡】Kimhyŏngkwŏn-gun （キミョングォン=グン）
- 豊西郡 - 풍서군【豐西郡】Phungsŏ-gun （プンソ=グン）
- 三水郡 - 삼수군【三水郡】Samsu-gun （サムス=グン）